# Воррен (округ, Теннессі)
Шаблон:StateAbbr_ 35°41′ пн. ш. 85°47′ зх. д. / 35.68° пн. ш. 85.78° зх. д.
Округ  Воррен (англ. Warren County) — округ (графство) у штаті  Теннессі, США. Ідентифікатор округу 47177.

## Історія
Округ утворений 1807 року.

## Демографія
За даними перепису 2000 року загальне населення округу становило 38276 осіб, зокрема міського населення було 14469, а сільського — 23807. Серед мешканців округу чоловіків було 18801, а жінок — 19475. В окрузі було 15181 домогосподарство, 10821 родин, які мешкали в 16689 будинках. Середній розмір родини становив 2,93.
Віковий розподіл населення поданий у таблиці:
| Стать    | До 15 років | 15-21 | 22-29 | 30-39 | 40-49 | 50-65 | 65-85 | Понад 85 |
| -------- | ----------- | ----- | ----- | ----- | ----- | ----- | ----- | -------- |
| Чоловіки | 3918        | 1814  | 2214  | 2930  | 2729  | 3042  | 1993  | 161      |
| Жінки    | 3792        | 1735  | 1973  | 2718  | 2841  | 3251  | 2727  | 438      |

## Суміжні округи
- Декальб — північ
- Вайт — північний схід
- Ван-Б'юрен — схід
- Секвачі — південний схід
- Ґранді — південь
- Коффі — південний захід
- Кеннон — північний захід

## Виноски
1. ↑  U.S. Decennial Census. United States Census Bureau. Архів оригіналу за 4 квітня 2018. Процитовано 14 квітня 2015.
2. ↑  Historical Census Browser. University of Virginia Library. Архів оригіналу за 11 серпня 2012. Процитовано 14 квітня 2015.
3. ↑  Forstall, Richard L., ред. (27 березня 1995). Population of Counties by Decennial Census: 1900 to 1990. United States Census Bureau. Архів оригіналу за 21 лютого 2015. Процитовано 14 квітня 2015.
4. ↑  Census 2000 PHC-T-4. Ranking Tables for Counties: 1990 and 2000 (PDF). United States Census Bureau. 2 квітня 2001. Архів оригіналу (PDF) за 18 грудня 2014. Процитовано 14 квітня 2015.
5. ↑  State & County QuickFacts. United States Census Bureau. Архів оригіналу за 22 липня 2011. Процитовано 7 грудня 2013.(англ.) Наведено за англійською вікіпедією.
6. ↑  American FactFinder. Бюро перепису населення США. Архів оригіналу за 26 лютого 2012. Процитовано 31 січня 2008.

| США | Це незавершена стаття з географії США. Ви можете допомогти проєкту, виправивши або дописавши її. |